# Gustav Steinberger
Gustav Steinberger (* 16. Juli 1862 in Salzburg; † 3. September 1931 in Gmunden) war ein österreichischer Architekt und Baumeister.

## Leben
Gustav Steinberger war Architekt und von 1892 bis 1925 Baumeister in Linz. Zahlreiche Bauten stehen unter Denkmalschutz.
Gustav Steinberger wurde in Linz beerdigt.

## Realisierungen
- Jahr? Ehemaliges Vereinshaus des Rudervereins Ister (gegründet 1876), Obere Donaulände 115a in Linz
- Jahr? Jugendstilhaus Weißenwolffstraße 6 in Linz
- Jahr? Wohnhaus Schillerstraße 40, Neustadtviertel, Freinberg – Froschberg
- Jahr? Wohnhaus Starhembergstraße 35A, Neustadtviertel, Freinberg – Froschberg
- Jahr? Zinshaus Wurmstraße 4A, Volksgartenviertel, Freinberg – Froschberg
- 1892 Wohnhaus Fadingerstraße 19, Rathausviertel in Linz Zentrum
- 1893 Wohn- und Geschäftshaus Hamerlingstraße 4, Makartviertel Bulgariplatz
- 1894 Wohnhaus Fadingerstraße 17a, Rathausviertel in Linz Zentrum
- 1894 Fassadenumgestaltung des ehemaligen Gasthauses Zur Goldenen Sense, heute Galerie, Klosterstraße 16 in Linz
- 1894 Wohnhaus Schillerstraße 45, Neustadtviertel, Freinberg – Froschberg
- 1895 Wohn- und Geschäftshaus Promenade 5 in Linz
- 1896 Zubau zum Wohnhaus Fadingerstraße 15, Rathausviertel in Linz Zentrum; Grundbau aus 1878 von Baumeister Michael Lettmayr
- 1896 Zweite Landwehrkaserne, Derfflingerstraße 8, Franckviertel
- 1898 Wohnhaus Promenade 30, Altstadtviertel in Linz Zentrum
- 1898 Zentral-Schlachthof Linz Holzstraße 5, Kaplanhofviertel in Linz Zentrum
- 1899 Wohn- und Miethaus Brucknerstraße 7, Andreas-Hofer-Platz-Viertel, Bulgariplatz

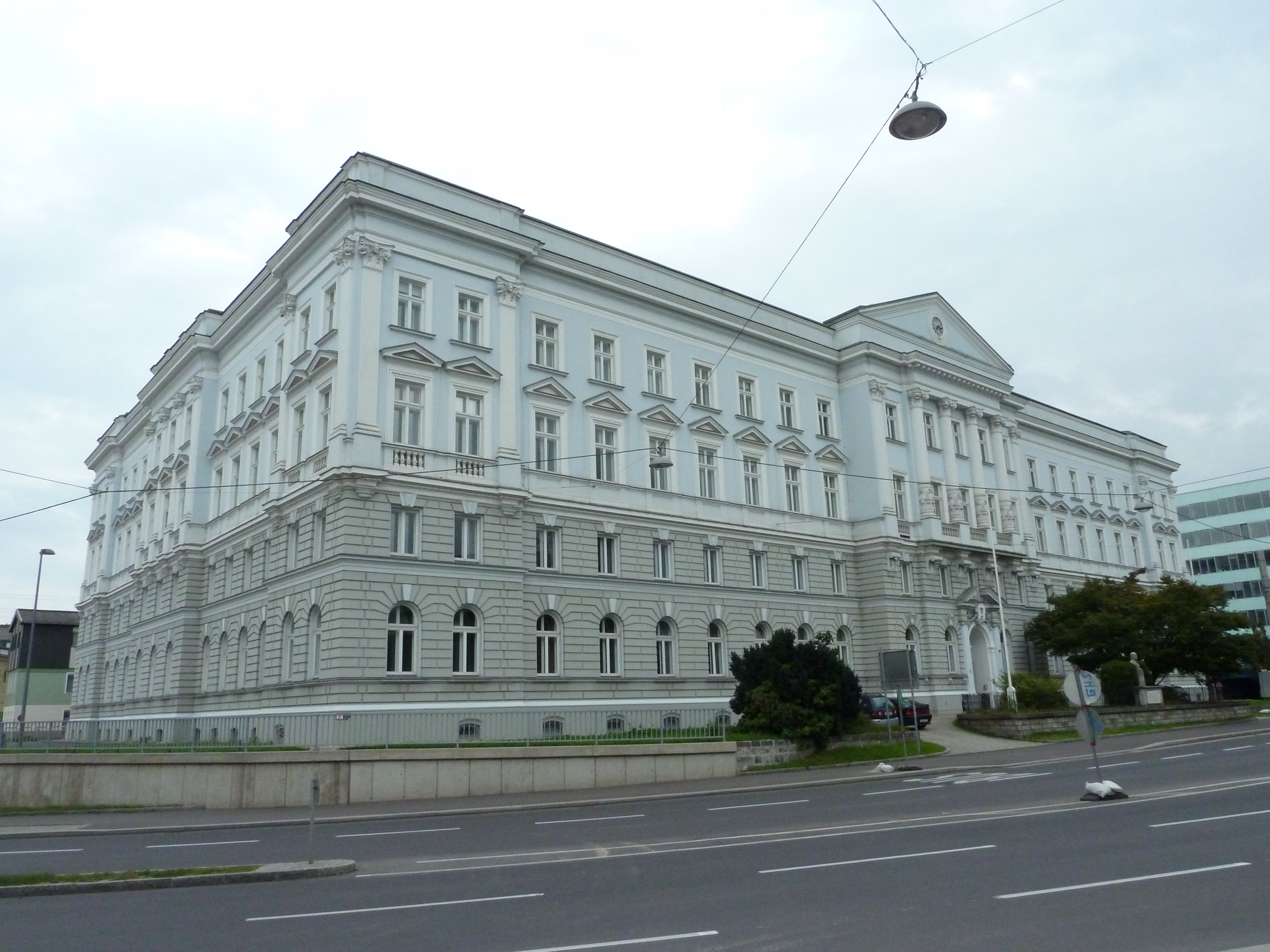
Direktionsgebäude der ÖBB

- 1899–1900 Ehemaliges Direktionsgebäude der ÖBB Bahnhofstraße 3 in Linz mit Architekt Robert Seelig als Bauleiter
- 1899 Wohnhaus Schubertstraße 19, Neustadtviertel, Freinberg – Froschberg
- 1899 Zinshaus Wurmstraße 2A, Volksgartenviertel, Freinberg – Froschberg
- 1899–1902 Doppelvolksschule für Knaben und Mädchen Dürrnbergerstraße 1, Andreas-Hofer-Platz-Viertel, im Zweiten Weltkrieg völlig zerstört; heute Otto-Glöckel-Schule Linz in mehreren Etappen von 1946 bis 1968 erbaut nach den Plänen des Stadtbauamtes der Stadt Linz
- 1900 Bundeshandelsakademie und Bundeshandelsschule Rudigierstraße 6 in Linz
- 1901 Dritte Landwehrkaserne, Derfflingerstraße 8a in Linz nach den Plänen des Architekten Karl Bundsmann
- 1901–1902 Volksschule Pöstlingberg Samhaberstraße 48, Pöstlingberg
- 1902 Wohn- und Gasthaus Brucknerstraße 28, Andreas-Hofer-Platz-Viertel, Bulgariplatz
- 1902 Wohn- und Geschäftshaus Landstraße 63, Neustadtviertel, Freinberg – Froschberg
- 1902 Wohn- und Geschäftshaus Bürgerstraße 3, Neustadtviertel, Freinberg – Froschberg
- 1902 Wohn- und Geschäftshaus Landstraße 10 in Linz
- 1902 Eckhaus Beethovenstraße 16 in Linz
- 1902 Wohnhaus Museumstraße 3, Rathausviertel in Linz Zentrum
- 1902 Wohnhaus Museumstraße 23, Rathausviertel  in Linz Zentrum
- 1903 Ehemaliges Gasthaus Pillweinstraße, Pillweinstraße 2 in Linz
- 1903 Eckhaus Fadingerstraße 11 in Linz
- 1903 Wohn- und Geschäftshaus Wiener Straße 73, Makartviertel, Bulgariplatz
- 1903 Fassadenneugestaltung am Wohn- und Geschäftshaus Landstraße 58, Volksgartenviertel Freinberg – Froschberg
- 1903 Wohnhaus Starhembergstraße 33, Neustadtviertel, Freinberg – Froschberg
- 1903 Wohnhaus mit sezessionistischem Fassadendekor Lustenauer Straße 9, Neustadtviertel, Freinberg – Froschberg
- 1904 Wohnhaus Huemerstraße 12b, Rathausviertel in Linz Zentrum
- 1904 Wohnhaus Schillerstraße 10, Neustadtviertel, Freinberg – Froschberg
- 1904 Wohnhaus Starhembergstraße 43, Neustadtviertel, Freinberg – Froschberg
- 1904 Zinshaus Lustenauerstraße 20, Neustadtviertel, Freinberg – Froschberg
- 1905 Eckhaus Schillerstraße 12 in Linz
- 1905 Villenartiges Wohnhaus Knabenseminarstraße 26, Karlhofsiedlung
- 1905 Mietpalais Figulystraße 36, Freinberg – Froschberg
- 1905 Wohnhaus Kroatengasse 5, Volksgartenviertel, Freinberg – Froschberg
- 1905 Wohnhaus Lustenauerstraße 30, Neustadtviertel, Freinberg – Froschberg
- 1905 Wohnhaus Schillerstraße 61, Neustadtviertel, Freinberg – Froschberg
- 1905 Wohnhaus mit Kindergarten Bürgerstraße 44, Neustadtviertel, Freinberg – Froschberg
- 1906 Anbau zum Gast- und Wohnhaus Zum Schwarzen Anker, Hessenplatz 14 in Linz; Haupthaus 1870 von Baumeister Michael Lettmayr erbaut
- 1906 Repräsentative Villa Oberfeldstraße 10, Makartviertel, Bulgariplatz
- 1906 Wohnhaus Starhembergstraße 17, Neustadtviertel, Freinberg – Froschberg, Grundbau aus 1870 von Baumeister Michael Riedl
- 1907 Kirchmayr-Haus am Hauptplatz 14 in Linz
- 1907 Eckhaus Scharitzerstraße 12 in Linz
- 1907 Wohnhaus mit Neorokokodekor Humboldtstraße 33a, Neustadtviertel, Freinberg – Froschberg
- 1908 Bundesrealgymnasium Linz Fadingerstraße, ehemalige K. k. Staats-Realschule nach den Plänen des Architekten Karl Bundsmann
- 1908 Kinderheim der Stadt Linz, Johannesgasse 2 in Linz
- 1910 Wohn- und Geschäftshaus Promenade 4 in Linz
- 1910 Zinshaus Kroatengasse 7, Volksgartenviertel, Freinberg – Froschberg
- 1912 Ankerhof Stelzhamerstraße 2 in Linz mit dem Architekten Egon von Leuzendorf gemeinsam mit Baumeister Matthäus Schlager
- 1912 Beamtenwohnhaus Eisenhandstraße 22 in Linz nach Plänen des Baumeisters Viktor Michaliczek aus Mitterndorf bei Traismauer
- 1912 Bürohaus Museumstraße 6 in Linz nach den Plänen des Architekten Mauriz Balzarek
- 1912 Wohnhaus Eisenhandstraße 23, Rathausviertel, Linz Zentrum
- 1912–14 Hotel Weinzinger, Donaulände in Linz, nach Plänen der Architekten Hans Glaser und Karl Scheffel (1962 abgebrochen)
- Zwischenkriegszeit (= 1919–1939) Wohnhausanlage Gruberstraße 60, Kaplanhofviertel in Linz Zentrum